# Terre Sainte (Vaud)
Terre Sainte est une région située à l'ouest du canton de Vaud, dans le district de Nyon.

## Histoire
Le terme de Terre Sainte apparaît pour la première fois au milieu du XXe siècle pour désigner la Troupe d'éclaireurs de la Paroisse protestante de Commugny-Coppet qui prend alors le nom de Commugny-Coppet - Terre Sainte.
L'origine de ce nom reste aujourd'hui encore une énigme, quelques hypothèses existent toutefois.
En 2002, une assemblée de syndics intercommunale est fondée par huit communes de la région. En 2007, un pot commun est fondé pour soutenir le sport et la culture dans les communes membres.

## Communes
| Commune            | Population (au 31 décembre 2022) | Superficie(km2) | Densité(hab./km2) |
| ------------------ | -------------------------------- | --------------- | ----------------- |
| Bogis-Bossey       | +000932,                         | +0002,45        | +000380,          |
| Chavannes-de-Bogis | +001 340,                        | +0002,85        | +000470,          |
| Chavannes-des-Bois | +001 014,                        | +0002,14        | +000474,          |
| Commugny           | +002 976,                        | +0006,51        | +000457,          |
| Coppet             | +003 206,                        | +0001,87        | +001 714,         |
| Crans              | +002 363,                        | +0004,32        | +000547,          |
| Founex             | +003 775,                        | +0004,79        | +000788,          |
| Céligny (GE)       | +000845,                         | +0004,65        | +000182,          |
| Mies               | +002 236,                        | +0003,45        | +000648,          |
| Tannay             | +001 721,                        | +0001,82        | +000946,          |
| Total              | +020 408,                        | +0034,85        | +000586,          |

## Projets de fusion de communes
Les communes vaudoises de Terre Sainte souhaitaient une fusion, la région comprenant déjà plusieurs corps et/ou associations intercommunales, telles que les pompiers.
Le 30 août 2010, la fusion a été rejetée par le conseil communal de la commune de Founex, mettant une fin temporaire à ce processus.
En novembre 2024, le second projet de fusion, sans Crans éloigné géographiquement, est stoppé par Coppet et Tannay, à la suite d'un vote défavorable de leur population, respectivement en septembre 2023 et septembre 2024.